# Kratos (God of War)
Kratos (in greco antico Κράτος, lett. "forza", "vigore", "robustezza", e/o "potenza e disciplina”) è un personaggio immaginario, e il protagonista e antieroe della serie di videogiochi God of War.
Oltre che in tutti i titoli della serie è apparso anche in: Soulcalibur: Broken Destiny, in LittleBigPlanet (come costume DLC), in Mortal Kombat, in PlayStation All-Stars Battle Royale, in Shovel Knight e in Fortnite Battle Royale (come skin acquistabile dal giocatore).

## Creazione e sviluppo
Il nome di Kratos (in greco "forza", "potere") deriva da Cratos, personaggio che nella mitologia greca si alleò con Zeus contro i Titani. Fu anche colui che legò Prometeo alla montagna dove egli poi sconterà la punizione per aver portato il fuoco agli uomini. Nel gioco invece Kratos uccide il titano gettandolo nel Fuoco Primordiale per liberarlo dalle sofferenze dell'"infernale uccello".
Nell'ottobre 2018 David Jaffe, il creatore del primo God of War, ha rivelato che per la maggior parte del tempo e dello sviluppo il nome Kratos fu scelto all'ultimo momento, esattamente poco prima che il gioco fosse pubblicizzato alla stampa, e Jaffe rivelò che il nome originale scelto per il personaggio era Dominus.

## Storia
Kratos è figlio di una donna, Callisto, proveniente da un anonimo villaggio greco dal quale era fuggita verso Sparta per le accuse di adulterio che gravano su di lei. Da bambino viveva assieme al fratello minore Deimos, privo della forza e della dedizione al combattimento che già contraddistinguevano Kratos.
Uno sventurato giorno Sparta fu attaccata da un esercito comandato da due strane figure venute per prendere Deimos: Kratos, nel tentativo di fermarli, venne colpito all'occhio destro, sul quale avrà per sempre la cicatrice; incapace di muoversi, vide il fratellino allontanarsi per sempre mentre una delle due figure gli si avvicinò chiedendogli perdono: costei non era altri che Atena, la dea della giustizia, e suo fratello Ares, il dio della guerra. Kratos non dimenticò mai quel giorno e, per onorare il fratello che aveva abbandonato, si tatuò sulla pelle un tatuaggio rosso che partiva dalla testa fino al braccio sinistro proprio come il segno che aveva Deimos sin dalla nascita. Divenuto un formidabile guerriero Kratos divenne il temuto generale del più grande esercito di tutta la Grecia; successivamente sposò una donna, Lysandra, e da lei ebbe una figlia, Calliope. Come generale era temuto e rispettato da alleati e nemici, mentre Lysandra era l'unica che lo rimproverava apertamente e Calliope lo vedeva come un padre affettuoso.
Durante una terribile battaglia contro un'orda di barbari, che aveva decimato il suo esercito, Kratos stava per soccombere dinanzi al martello del comandante avversario, il Re dei Barbari, quando chiese aiuto ad Ares, a cui era devoto, senza sapere che era lo stesso che rapì Deimos anni prima: se Ares lo avesse aiutato, la sua anima sarebbe stata per sempre sua. Ares lo accontentò e scese dall'Olimpo per dargli le Lame del Caos, due grandi lame attaccate ai suoi polsi per mezzo di catene e simbolo della sua forza sottomessa alla volontà del dio: con queste straordinarie armi Kratos uccise il Re Barbaro decapitandolo, e si salvò la vita.
Per molti anni Kratos saccheggiò, razziò e uccise in nome di Ares commettendo crudeltà inimmaginabili finché, durante un attacco ad un villaggio, violò il sacro tempio dedicato alla Dea Atena ed entró, nonostante l'oracolo l'avesse avvertito di non farlo per nessuna ragione al mondo. Ignorando l'avvertimento Kratos sfondò la porta e, accecato dalla rabbia, uccise chiunque gli si trovasse davanti. All'improvviso Ares teletrasportò di proposito sua moglie e sua figlia nel tempio, e Kratos involontariamente le uccise. L'oracolo allora gli scagliò una maledizione; "le ceneri di sua moglie e di sua figlia resteranno appiccicate alla sua pelle per l'eternità, sbiancandolo, così che tutti sappiano le atrocità compiute". E fu così che Kratos, reso bianco nell'aspetto da questo castigo, fu soprannominato da quel giorno Il fantasma di Sparta, e le sue notti furono perseguitate dall'incubo di quell'ultima uccisione in nome di Ares.

### Le Furie -God of War: Ascension
Kratos era tormentato dalle allucinazioni riguardo alla sua famiglia; un giorno, sei mesi dopo l'assassinio di sua moglie e sua figlia, un'ombra lo raggiunse e gli rivelò che le Furie erano alla sua ricerca, informandolo inoltre che l'unico modo per combattere le visioni era recarsi a Delfi per consultare l'Oracolo, Aletheia. Kratos partì dunque per Delfi e dopo aver attraversato il villaggio di Cirra riuscì a raggiungere il tempio grazie a un ponte attivato da tre statue di serpenti giganti. Il viaggio non fu comunque privo di rischi e Kratos venne attaccato da svariati mostri, tra i quali addirittura una Chimera e una Manticora. Raggiunto il tempio Kratos fu costretto a scontrarsi con Castore e Polluce, guardiani dell'Oracolo fusi in un unico corpo: dopo un intenso scontro i guardiani decisero di far precipitare l'Oracolo da un precipizio per impedire allo spartano di raggiungerla, ma Kratos riuscì a scaraventare giù anch'essi e a ucciderli. Dal loro corpo Kratos ottenne la Gemma di Uruboro, con la quale acquisì la capacità di sanare o deteriorare edifici e costruzioni.
Lo spartano raggiunse così l'Oracolo, ormai morente: essa gli rivelò che l'ombra altri non era che la Furia Orkos e che il modo per liberarsi dalle illusioni era raggiungere la Lanterna di Delo, morendo subito dopo. Kratos, così, raggiunse il porto e si imbarcò alla volta di Delo.
Sulla nave, Kratos incontrò Orkos, che gli rivelò di essere il figlio di Ares e della regina delle Furie, Aletto. Ares pensava infatti di aver creato il guerriero perfetto con cui avrebbe rovesciato Zeus, ma Orkos lo deluse e da allora aiutò le madri a far mantenere i giuramenti; tuttavia il patto ingiusto di Orkos gli fece capire la crudeltà delle sue madri, e quindi prese la decisione di aiutare Kratos. Lo spartano ha infatti compiuto tre prove di sangue per Ares (ha versato il sangue dei nemici, degli innocenti e della sua famiglia), il quale lo vuole usare per sconfiggere Zeus.
Raggiunta Delo, Kratos iniziò un percorso per raggiungere la lanterna, ma venne più volte ostacolato da un mostro marino. Kratos venne poi raggiunto dalle Furie Megera e Tisifone, che lo affrontarono in un paesaggio a metà tra realtà e illusione. Durante questo scontro il mostro marino affondò la Lanterna di Delo. Quando Kratos era sul punto di avere la meglio sulle Furie, venne immobilizzato dalla loro regina, Aletto, ma venne salvato da Orkos, che gli permise di fuggire e gli affidò la sua Pietra del Giuramento, che donerà allo spartano il potere di sdoppiarsi temporaneamente.
Kratos, dopo un lungo percorso, riuscì a ricostruire la statua di Apollo che sorreggeva la Lanterna e a farla riemergere dagli abissi. Entrato nella Lanterna, Kratos ottenne gli Occhi della Verità, che gli diedero il dono di smascherare le illusioni delle Furie. Orkos gli rivelò che gli Occhi appartenevano all'Oracolo, alla quale erano stati strappati dalle Furie per impedire che potesse riferire a Zeus del complotto ai suoi danni che aveva visto.
Kratos venne però raggiunto dalle Furie, che lo catturarono e lo portarono alla loro prigione. Aletto gli rubò gli Occhi della Verità, Tisifone la Pietra del Giuramento di Orkos e Megera la Gemma di Uruboro.
Mentre era prigioniero, Kratos venne raggiunto da Megera, che lo liberò accidentalmente nel tentativo di colpirlo. Kratos iniziò quindi a inseguire Megera, la quale gli scatenò contro le mani del centimane, infettate dai suoi parassiti; avendo Kratos distrutto diverse mani, Megera risvegliò la testa di Briareo, che però venne pugnalata da una delle sue stesse mani comandata da Kratos. Lo spartano attaccò dunque Megera, uccidendola con le Lame del Caos e recuperando la Gemma di Uruboro dal suo cadavere. Lo spartano, però, cominciò a essere tormentato dalle illusioni create dalla Furia Tisifone, che gli scatenò contro una creatura alata da lei creata, alla quale Kratos strappò la Pietra del Giuramento, tornandone in possesso. La Furia, così, si diede alla fuga.
Lo spartano finì però vittima di un'illusione di Aletto, che si finse sua moglie, e gli chiese di unirsi a loro per rovesciare Zeus. Kratos, però, le rubò gli Occhi della Verità, smascherando l'illusione, e Aletto decise così di ucciderlo. La Furia assunse le sembianze del mostro marino, simile a un calamaro gigante, e attaccò lo spartano con l'aiuto di Tisifone. Dopo un lungo scontro, Kratos riuscì a uccidere entrambe le Furie e a ottenere la sua libertà.
Tornato a casa, Kratos incontrò Orkos, che lo informò di essere diventato testimone del patto tra lui e Ares, e che quindi l'unico modo per liberare entrambi dai loro tormenti era quello di ucciderlo. Kratos uccise quindi a malincuore l'amico, e da allora divenne libero ma con un immenso desiderio di vendetta nei confronti di Ares.

### La scelta di Kratos -God of War: Chains of Olympus
Kratos capì che sua moglie e sua figlia erano state condotte al tempio per volere di Ares, che, eliminati gli ultimi legami al mondo mortale, avrebbe potuto renderlo la sua perfetta macchina da guerra. Kratos si mise così al servizio degli dèi, cercando il modo per espiare i suoi peccati facendosi cancellare la memoria e al tempo stesso di vendicarsi di Ares. Patrocinato da Atena, ebbe un grande ruolo nella sconfitta dell'esercito persiano che aveva invaso l'Attica, uccidendo il loro re Serse e il suo Basilisco; al ritorno, però, vide che il Carro del Sole guidato dal dio Helios venne fatto precipitare da una forza sconosciuta, entrando nell'Ade.
Approfittando dell'occasione, il dio dei sogni, Morfeo, riuscì a coprire il mondo con una fitta nebbia e Atena, poco prima di entrare in un sonno perenne, ordinò a Kratos di riportare il Sole sulla terra.
Sconfitto da Caronte (successivamente, uscito dal Tartaro, Kratos affronta nuovamente Caronte, sconfiggendolo) ed entrato nel Tartaro, Kratos scoprì che dietro il furto del Sole c'era Persefone, moglie di Ade, che si era ribellata agli dèi che l'avevano costretta a sposarsi con la forza: pur di riavere la sua vendetta, si alleò col titano Atlante, il quale avrebbe distrutto il pilastro che reggeva l'Olimpo e l'intera Terra a patto che egli fosse stato liberato (cosa che Kratos non permise).
Kratos fu posto di fronte a un'ardua scelta: sarebbe potuto rimanere nei Campi Elisi assieme a sua figlia, donando però alla dea la sua forza necessaria all'impresa, oppure continuare a combattere per il poco tempo che rimaneva alla Terra. In un primo momento, Kratos rinunciò alla sua forza pur di stare di nuovo con Calliope; tuttavia, capì d'essere stato ingannato da Persefone: con la distruzione del mondo, anche i Campi Elisi sarebbero stati distrutti, e l'anima di Calliope sarebbe svanita nel nulla, quindi la morte definitiva. Invece, se avesse aiutato l'Olimpo, Calliope sarebbe continuata a esistere, almeno come anima felice nei Campi Elisi. Però non l'avrebbe rivista mai più. Capì che il suo destino era quello di combattere per gli dèi, rinunciando per sempre alla sua famiglia.
Abbandonò così la bambina e sconfisse Persefone, riuscendo a riportare il Sole in cielo, dal quale cadde, ma fu salvato prima di schiantarsi al suolo da Atena ed Elio, che avevano altri progetti per il suo futuro.

### La vendetta -God of War (2005)
Kratos, guerriero spartano, è al servizio degli dei dell'Olimpo da dieci anni nel tentativo di trovare una redenzione dopo aver ucciso sua moglie Lysandra e sua figlia Calliope per colpa di un inganno orchestrato da Ares, il dio della Guerra. Le imprese dello spartano sembrano non avere fine e, dopo aver ucciso l'Idra per volere di Poseidone, Atena incarica Kratos di svolgere un'ultima missione: uccidere lo stesso Ares. La dea incarica lo spartano di questa missione siccome Zeus ha proibito una guerra fra divinità e conscia del rancore e desiderio di vendetta di Kratos nei confronti di Ares, così il Fantasma di Sparta parte per Atene. Giunto in città, Kratos si fà breccia nelle forze di Ares e raggiunge il tempio dell'Oracolo di Atena. Questa le rivela che esiste solo un'arma in grado di uccidere un Dio, il Vaso di Pandora, tuttavia avverte lo spartano che molti sono partiti alla ricerca del vaso ma mai nessuno ha fatto ritorno. Kratos da Atene raggiunge il deserto delle anime erranti e lì, grazie alle istruzioni di Atena, riesce a trovare il titano Crono, il quale naviga nel deserto senza meta, portando sulle spalle il Tempio di Pandora. Kratos, raggiunto il tempio, si addentra e inizia a risolvere uno dopo l'altro tutti gli enigmi che lo frappongono al tanto desiderato Vaso. Risolti gli enigmi dei piani inferiori e superiori, finalmente Kratos riesce nell'impresa mai riuscita di recuperare il Vaso perduto. Qui Atena gli chiede di portare il Vaso ad Atene per salvare la sua città. Purtroppo Ares, saputo del successo del suo vecchio schiavo, scaglia da Atene una colonna che uccide Kratos e ordina alle sue arpie di recuperare il Vaso. Il Fantasma di Sparta precipità nell'Ade, ma grazie all'aiuto di un becchino (che si rivelerà in seguito essere Zeus), riesce a tornare in vita e raggiunge Ares. Kratos riesce a sottrarre ad Ares il Vaso e lo apre, liberando il potere degli dei, sigillato millenni prima. Così comincia lo scontro finale tra il Fantasma di Sparta e il dio della guerra. Ares, sfruttando i suoi poteri psicologici, teletrasporta Kratos nel tempio dove lo spartano ha ucciso sua moglie e sua figlia e lo priva delle Lame del Caos, tuttavia lo spartano riesce a liberarsi dall'illusione e riprende a combattere con l'ultimo dono degli dei, una Spada che fungeva da ponte che conduceva dal tempio di Atene al deserto delle anime erranti. Grazie alla Spada degli Dei, Kratos riesce a sconfiggere Ares e a ucciderlo.
Vendetta è stata fatta e gli dei hanno perdonato Kratos per i gravi peccati commessi in passato, tuttavia questi si rifiutano di cancellargli la memoria e gli incubi della sua famiglia. Così Kratos, in preda alla disperazione e sentendosi abbandonato dagli Olimpici, sale sulla cima del monte più alto di tutta la Grecia e si lancia nel vuoto, credendo che solo la morte potrà dargli la pace che cerca. Atena lo salva appena in tempo e gli offre un posto nel Monte Olimpo e il trono di Dio della Guerra. Così Kratos diventa il nuovo Dio della Guerra.

### L'inizio della fine -God of War: Ghost of Sparta
Kratos divenne così il nuovo Dio della Guerra. Ciononostante, era ancora afflitto da continue visioni, nelle quali vedeva la madre e il fratello, che credeva entrambi morti. Ma qualcosa gli disse che queste non erano semplici visioni e che lui aveva la possibilità di cambiarle, come comunicò ad Atena poco prima di arrivare ad Atlantide, la mitica città, culla della conoscenza, eretta in onore del dio Poseidone. Al Tempio di Poseidone c'era un oracolo capace di risolvere ogni enigma e dilemma esistente. Quando ormai era in procinto di attraccare, un terribile mostro marino lo attaccò, affondando tutta la flotta che accompagnava lo spartano: si trattava di Scilla, la distruttrice di navi, che attaccò ripetutamente lo spartano. Dopo esservi scampato, Kratos iniziò una difficile salita verso il Tempio di Poseidone, dove sperava di trovare risposte. In fondo al Tempio trovò la madre Callisto, esanime, ma ancora viva; essa accennò qualcosa riguardo al padre di Kratos, ma la richiesta della vecchia era un'altra: Kratos doveva salvare il fratello, Deimos, anch'egli ancora in vita, nascosto da qualche parte.
Kratos stentava a credere a ciò che sentì, arrivando a chiedere chi fosse suo padre, artefice di tanto dolore. Con il suo ultimo respiro, la madre glielo sussurrò, ma poi si trasformò in un orribile mostro, a causa della maledizione che pendeva su di lei. Al termine di un sanguinoso combattimento, Kratos trafisse a morte la madre, uccidendola e donandole così la pace, pur soffrendo per tale azione. Durante la sua fuga dalla città, a causa di un redivivo Scilla, venne a trovarsi di fronte al Titano Thera, da cui lo spartano ottenne il potere di infiammare le sue Lame di Atena, unico modo per uscire dalla camera magmatica. Ancora una volta comparve Scilla, ma Kratos, grazie al suo nuovo potere, riuscì finalmente a uccidere il mostro infilzandolo con l'ingegnoso sistema che permetteva ad Atlantide di restare a galla. La sua vittoria decretò però la caduta di Atlantide, scossa da continue eruzioni vulcaniche, ormai distrutta e in lenta caduta verso le profondità oceaniche. Il successivo obiettivo di Kratos era di tornare alla sua città natale, Sparta, e più precisamente al Tempio di Ares, dove era convinto di poter trovare indizi su dove fosse tenuto prigioniero il fratello. Il suo cammino lo spinse su una catena montuosa, dove i giovani spartani venivano mandati per diventare uomini. Qui incontrò Erinni, figlia di Tanato, Dio della Morte. Lo spartano scoprì che il fratello era tenuto prigioniero proprio dal padre del demone. Al termine di un rocambolesco scontro, Kratos riuscì a uccidere Erinni, arrivando nel contempo alle porte di Sparta. Qui ebbe un flashback, ricordandosi di come un oracolo avesse predetto che "un guerriero marchiato" sarebbe stato la causa della caduta degli Olimpici, sebbene i loro atavici nemici, i Titani, avrebbero continuato a stare contro di loro. Gli stessi Ares e Atena, giunti a Sparta, rapirono Deimos dal momento che era l'unico, dei due, ad avere la pelle dipinta, causando inoltre la famosa cicatrice sull'occhio dello spartano.
Kratos giunse al tempio di Ares, dove, dopo uno scontro con il sé stesso del passato, riuscì a entrare in possesso dell'artefatto che gli aprì le porte del regno di Tanato. Capì inoltre che la porta per tale mondo si trova ad Atlantide, ormai in fondo al mare. Cominciò così il viaggio a ritroso del Fantasma di Sparta, che lo portò all'interno di una galleria sotterranea dove si nascondeva Mida, il re con il potere di trasformare tutto ciò che tocca in oro. Dopo un breve inseguimento, Kratos riuscì ad acciuffare il re caduto che infine buttò in una cascata di lava, così da trasformarla in oro e poterla scalare per arrivare al vecchio porto di Atlantide. Dopo essersi riunito a una ciurma di guerrieri spartani, fece rotta verso il gigantesco gorgo generato dalla caduta di Atlantide, riuscendo infine a giungervi. La città era a pezzi e Kratos doveva riattivare le enormi statue di Poseidone per poter arrivare alla porta del Mondo dei Morti. Una volta entrato in questo mondo, Kratos si ricongiunse finalmente col fratello, liberandolo dalle catene che lo tenevano prigioniero. Ma Deimos, in un impeto di rabbia, disse a Kratos che non lo avrebbe mai perdonato per aver permesso che fosse rapito. Iniziò così uno scontro che inaspettatamente vide proprio Deimos uscire vincitore, probabilmente a causa della riluttanza di Kratos a combattere contro di lui. Quando era sul punto di dare al Fantasma di Sparta il colpo finale, intervenne Tanato, che voleva uccidere il fratello dello spartano per vendicarsi della morte della figlia. Kratos, quasi in fin di vita, riuscì a raggiungere il fratello e a salvarlo, guadagnandosi la ritrovata fiducia di Deimos, che decise di unirsi a lui nella battaglia finale. Kratos donò al fratello le armi di Sparta, che aveva trovato nel corso della sua avventura, e si preparò ad affrontare Tanato al suo fianco.
Proprio contro Tanato, però, Deimos trovò la morte, mentre cercava di salvare Kratos da un colpo del Dio, nel frattempo trasformatosi in un enorme demone. Alla vista del fratello morente, il Fantasma di Sparta sprigionò tutto il potere di Thera, infiammandosi tanto da riuscire a danneggiare il corpo corazzato del Dio della Morte, facendolo tornare a dimensioni umane e, dopo un acceso scontro, uccidendolo.
Recuperato il cadavere del fratello, Kratos lo portò sulla cima della collina, dove uno strano personaggio (il becchino visto ad Atlantide e tempo prima anche ad Atene) aveva già preparato una fossa per seppellire Deimos. Costui affermò che ormai Kratos era diventato Morte, il distruttore di mondi. Fece la sua comparsa anche Atena che, apparentemente compiaciuta della morte degli ultimi due famigliari dello Spartano, si offrì di cancellare finalmente i ricordi passati di Kratos che, inaspettatamente, si oppose e si incamminò verso l'Olimpo. Quando ormai non era più in grado di sentirla, Atena pronunciò le parole "Perdonami, fratello.".
Il becchino comparve di fianco alla Dea, portando tra le braccia la madre morta di Kratos. Cominciando a seppellire la donna, egli affermò "Ora ne resta solo uno...", rivelando la sua vera identità: altri non era che Zeus, il Re dell'Olimpo, e proprio lui si scoprì essere il padre di Kratos.
Nel frattempo, Kratos, con indosso l'armatura da Dio della Guerra, seduto sul suo trono, nell'Olimpo, si stava preparando per andare a dare man forte al suo esercito, nell'assedio della città di Rodi.

### Millantare -God of War: Betrayal
Quest'avventura è una parentesi tra il capitolo precedente e il successivo, accaduta durante l'assedio a Rodi. La dea Era, per fermare gli spartani e difendere i rodiesi, manda la sua bestia, Argo. Kratos cerca di fermare la bestia di Era senza ucciderla, perché al momento non vuole altri problemi con gli dèi. Oltre Atena, Zeus è l'unico che per ora tolleri le azioni del Fantasma di Sparta; gli altri dèi, invece, si stanno coalizzando contro di lui. Dopo diversi scontri con Argo durante l'assedio, Kratos riesce a imprigionarlo nelle condutture della città, ma arriva un misterioso assassino che ammazza la bestia. Kratos capisce subito che lo scopo dell'assassino è screditarlo e metterlo contro Era, così Kratos lascia momentaneamente l'assedio a Rodi e insegue l'assassino, ma l'essere misterioso fugge senza alcuna intenzione di combattere contro di lui né ucciderlo. Si lascia dietro una scia di Spartani morti, che il Dio della Guerra è deciso a vendicare. Kratos viene sempre fermato da Cerberi e Legionari Non-Morti, che vogliono rallentare la sua caccia. Capisce così che l'Assassino è stato mandato da Ade.
Anni prima, Kratos era stato costretto a uccidere la sua sposa Persefone, per cui probabilmente il Dio degli Inferi è desideroso di vendetta. Nella sua caccia forsennata, Kratos semina distruzione in tutta la Grecia, così Zeus manda suo nipote Ceryx, figlio di Ermes e messaggero come il padre, a intimargli di fermarsi. Zeus vuole che Kratos sospenda la sua caccia. Kratos rifiuta e vuole evitare lo scontro per non doverlo uccidere, ma Ceryx non ha nessuna intenzione di farsi da parte, così Kratos lo affronta e lo ammazza brutalmente. In passato, era stato costretto a uccidere Persefone, Ares, Erinni e Tanato o per volere degli dèi o per difendersi: ora, invece, ha ucciso un dio che Zeus stesso gli ha inviato. Forse l'Assassino non è riuscito a screditarlo facendo ricadere su di lui la morte della bestia di Era, ma Kratos stesso si è screditato uccidendo il nipote di Zeus. Il Re degli Dèi decide di non tollerare questo tradimento di Kratos. Ormai, è una minaccia incontrollabile. Kratos torna ad assediare la città ma sa che il suo tradimento non verrà perdonato. È un punto di rottura definitivo. La guerra con gli Olimpici è alle porte.

### Il destino di un dio -God of War II
(Kratos in God of War II)
Senza fratello e madre, Kratos utilizzò i suoi poteri per far vincere agli spartani (suoi protetti) ogni battaglia, in quanto considerava gli spartani la sua unica famiglia.
È così che, tempo dopo, Kratos si trova ad assediare Rodi. Il neo Dio della Guerra, nonostante i tentativi di Atena di aiutarlo, è ingannato da Zeus, il quale, subito dopo la morte di Ceryx, decide che il Fantasma di Sparta va fermato a ogni costo. È così che il Re degli Dèi, col pretesto di aiutarlo a sconfiggere il Colosso di Rodi, portato in vita da una magia, fa riversare a Kratos i propri poteri nella Spada dell'Olimpo, che poco dopo userà personalmente per ucciderlo.
Ma nemmeno questa volta Kratos muore: è infatti salvato da Gaia, madre dei Titani, imprigionata da Zeus durante la grande guerra tra Titani e Olimpici. Ella gli offre il suo aiuto: per cambiare il suo destino, Kratos dovrà recarsi all'isola in cui dimorano le Parche, custodi del telaio del Destino, grazie al quale potrà tornare indietro nel tempo fino al tradimento di Zeus.
Il Fantasma di Sparta supera così tutti i pericoli e le insidie dell'Isola, riuscendo a sconfiggere Lachesi, Atropo e Cloto. Esse, come gli rivelò Tanato tempo prima, non sono al di sopra degli dèi imponendo loro di accettare il proprio destino, come sempre si è creduto: sono, invece, burattini nelle mani di Zeus. Dopo averle uccise, Kratos riesce ad arrivare al Telaio del Destino. Torna così indietro nel tempo e prende possesso della Spada dell'Olimpo, con la quale ingaggia un terribile duello con il padre degli dèi.
Kratos sta per vincere, quando in soccorso di Zeus arriva Atena, che si lascia uccidere al suo posto; mentre muore, la dea gli rivela che Zeus è suo padre, e che il motivo per cui l'aveva tradito era il timore del ciclo del figlio che sconfigge il padre, iniziato da Crono che aveva ucciso il padre Urano, e poi era stato sconfitto dallo stesso Zeus. Kratos già sapeva che Zeus era suo padre, e questa è un'ulteriore conferma. Atena gli dice anche che i suoi tentativi non sarebbero valsi a nulla, poiché gli Dèi si sarebbero alleati contro di lui e i Titani.
Ma Kratos non si arrende, e dichiara guerra all'Olimpo. Poi va da Gaia, viaggiando indietro nel tempo all'epoca della Titanomachia. Grazie ai suoi nuovi poteri ottenuti dalle Sorelle del Destino, Kratos teletrasporta parte dei Titani sopravvissuti nel tempo presente. Deciso a vendicarsi di Zeus, Kratos scala l'Olimpo insieme a Gaia e agli altri Titani brandendo la Spada dell'Olimpo:

### L'altro mondo -Mortal Kombat
Kratos viene evocato nel mondo di Mortal Kombat dall'imperatore dell'Outworld Shao Kahn, che voleva venisse evocato ai suoi comandi il più grande guerriero mai esistito. Tuttavia Kratos si libera dal comando dell'imperatore e cerca di ucciderlo. Dopo aver ucciso moltissimi guerrieri, Kratos raggiunge Shao Kahn e lo elimina. Successivamente cerca di tornare nel suo mondo, ma viene raggiunto da Raiden e Fujin. Kratos si prepara ad attaccarli, ma si sorprende quando i due dei si inchinano dinanzi a lui. Raiden gli spiega che, pur essendo le sue intenzioni malvagie, egli ha ucciso Shao Kahn e salvato la Terra, e che per questo gli è debitore. Kratos torna allora nel suo mondo, ricordandosi però del debito che Raiden ha con lui, pensando che prima o poi potrebbe tornargli utile.

### La chiamata -PlayStation All-Stars Battle Royale
Collocato tra God of War II e God of War III, Kratos riceve la chiamata di un'entità che lo invita a combattere. Kratos vede questo come un modo per dimostrare il suo valore prima di guidare i Titani all'Olimpo. Dopo aver affrontato molti guerrieri, affronta Sweet Tooth (che definisce un buffone inviato dal cosiddetto dio) e lo sconfigge, arrivando ad affrontare l'Entità, alias Polygon Man. Dopo averlo distrutto e averne assorbito il potere, Kratos torna in Grecia e guida i Titani alla conquista dell'Olimpo.

### La vendetta finale contro l'Olimpo -God of War III
In groppa a Gaia e seguito da Perse, Oceano, Iperione ed Epimeteo, Kratos trova subito come avversario divino Poseidone, che assieme agli altri dèi scaraventa giù molti dei Titani. Dopo uno scontro con i suoi cavalli e lui stesso nella sua forma d'acqua, Kratos riesce a indebolirlo e ucciderlo a mani nude, scatenando con la sua morte una delle molte piaghe che sconvolgeranno il mondo. Ciò però non lo preoccupa affatto e continua la sua scalata verso Zeus che, stanco del comportamento di suo figlio, lo scaraventa giù dall'Olimpo assieme a Gaia. Pur di salvarsi da morte certa, in quanto quasi senza mano, Gaia non accetta di aiutare Kratos e, in un gesto egoista, lo lascia precipitare nell'Ade. Atterrando nello Stige, ferito e indebolito, Kratos perde tutti i suoi poteri e le stesse Spade di Atena vengono logorate dalle voraci anime del fiume. Ma Atena, in una forma eterea, gli si presenta dinanzi, rivelandogli di come esista ancora un modo per distruggere l'Olimpo: trovare la Fiamma dell'Olimpo custodita nelle sale più nascoste degli dèi. Kratos le chiede come mai lei, che morì per difendere suo padre, ora invece aiuti lui a distruggerlo. Atena gli svela che morendo ha appreso segreti tali da convincerla che è necessario uccidere Zeus per il bene dell'umanità. A Kratos non importa nulla dell'umanità ma accetta l'aiuto di Atena pur di uccidere Zeus. Incontrando successivamente anche suo fratello Efesto, Kratos viene a conoscenza del fatto che non può passare attraverso la fiamma, poiché è capace di uccidere un dio stesso. Il vecchio fabbro, inoltre, narra la sua triste storia poiché vede lui e Kratos molto simili nel passato. Per tornare al mondo di sopra, come ultima informazione, deve attivare i Portali di Iperione e per ciò è necessaria l'anima di un dio, che si rivelerà Ade, desideroso di vendicare la sposa Persefone, la nipote Atena e il fratello Poseidone. Sarà ucciso non molto dopo.
Tornando sulle pendici dell'Olimpo, Kratos incontra Gaia, che punisce con un giusto regolamento di conti facendola precipitare. Assiste poi alla battaglia fra Perse ed Elio, il quale verrà ucciso brutalmente dallo spartano stesso. Non molto dopo, anche il possente Titano della Distruzione seguirà lo stesso destino. Con la testa mozza di Elio, Kratos potrà far luce negli antri più bui e scoprire molti segreti nascosti.
Entrando nelle Caverne di Eos, Kratos usa la Catena dell'Olimpo per viaggiare fra i diversi livelli dell'Olimpo e giunto ai piani superiori, uccide prima Ermes (padre del defunto Ceryx), da cui ottiene i suoi stivali; poi Ercole, invidioso delle sue gesta; e infine, la sua matrigna Era. Incontra anche Afrodite, la quale gli spiega dell'esistenza di un Labirinto, essenziale per compiere la missione. A ciò però si oppone il marito, Efesto, che vedendo in Kratos una possibile minaccia per sua figlia, Pandora, lo spedisce nel Tartaro alla ricerca della pietra di Omphalos, così da forgiargli un'arma speciale, ma in realtà sperando che non faccia ritorno. Qui Kratos ingaggia una spettacolare battaglia contro il suo nonno paterno, Crono, il quale lo incolpa di averlo condannato a una fine ben peggiore rispetto a quella riservatogli nel Deserto delle Anime Erranti. Crono viene ucciso, e la pietra posta nella sua pancia viene data a Efesto, che però approfitta dell'occasione per fulminare Kratos. Fallisce però nell'intento e anche lui viene sconfitto e ucciso, dando a Kratos il dono di sbloccare alcuni percorsi. In tal modo, entra nel labirinto e qui vi trova Pandora, che si rivela l'oggetto essenziale per estinguere la Fiamma dell'Olimpo e prendere il Vaso, che a quanto pare sia ancora carico del potere di uccidere un dio.
Dopo aver sconfitto il possente guardiano Skorpius, Kratos riesce a sollevare il labirinto, distruggendo però allo stesso tempo la sala più nascosta dell'Olimpo. Zeus se ne accorge e ne segue l'ultimo scontro dove, senza che nessuno intervenga, Pandora si sacrifica per Kratos, spegnendo il fuoco divino. Il suo gesto però si rivela vano quando il Vaso si rivela vuoto. Colmo di rabbia, lo Spartano segue Zeus fino ad arrivare allo stesso posto dove venne fulminato all'inizio della battaglia. Qui ritrova Gaia, che, con la mano parzialmente ricresciuta, mira alla morte di entrambi i suoi discendenti. Questi, però, entrano in una sua ferita fatta da uno dei cavalli di Poseidone ed entrano dentro il corpo del Titano. Dopo un'estenuante battaglia Kratos infilza Zeus con la Spada dell'Olimpo, uccidendo sia lui sia Gaia, la cui morte distrugge completamente la natura già devastata dalle piaghe rilasciate.
Credendo che la sua missione sia riuscita, Kratos recupera la spada dal corpo di Zeus e si allontana, ma la forma eterea di suo padre lo coglie di sorpresa, indebolendolo, distruggendo tutte le sue armi e confinandolo nella sua psiche. In questo viaggio mentale Kratos riesce a perdonarsi finalmente dei suoi peccati passati e, grazie alla voce di Pandora che lo guida, ritrova la speranza che aveva perduto con la morte dei suoi familiari. Riprendendo conoscenza e tornando più forte che mai, uccide finalmente Zeus con la sola forza delle mani, portando il mondo al Caos primordiale. Atena si rivela di nuovo, spiegando infine perché Kratos aveva trovato il Vaso vuoto: per paura che i mali rinchiusi in principio dopo la Grande Guerra fossero di nuovo rilasciati, Atena vi pose all'interno la Speranza, un potere talmente potente da poterli contrastare. Quando però venne aperto durante la battaglia di Atene, tutti i peccati si trasferirono negli dei, impossessandoli e rendendoli ostili verso l'uomo, mentre Kratos assorbì la Speranza. Atena giustifica così questo fatto per rimodellare il mondo a suo piacimento, chiedendo al semi-dio di restituirgli tale potere. Ma Kratos capendo di aver ucciso per niente in quanto gli dei non erano consapevoli di ciò che stavano facendo in quanto controllati dai mali del vaso e che uno dei mali si è impossessato anche dello spirito della sorella e di essere stato usato per tutto questo tempo non ne vuole più sapere di lei e pronuncia queste parole:
(Kratos in God of War III)
Con un possente affondo di spada, si suicida un'altra volta, sprigionando il potere della Speranza custodito dentro di lui, il quale comincia a diffondersi nel mondo in rovina. Si sacrifica così per dare una possibilità all'umanità sconvolta dalle continue piaghe, per la prima volta in un gesto altruista dopo aver pensato solo alla sua vendetta. Infine, sotto lo sguardo deluso di Atena, si accascia al suolo in fin di vita. Accade però che, dopo i titoli di coda, riesce in qualche modo a muoversi, e la scia di sangue che segue si ferma fino a un precipizio: durante questa scena, che riprende la scia insanguinata dall'alto, si può notare chiaramente una sorta di aquila ricavata nella roccia, più verosimilmente una fenice, al centro del quale giace la spada dell'Olimpo. Non si sa quindi il destino ultimo del protagonista, destinato a rimanere nelle leggende e nei miti futuri, ma questo simbolo può essere interpretato come segno dell'immortalità o della rinascita di un nuovo mondo, se non quella di Kratos stesso.

### Una nuova vita nelle terre norrene -God of War(2018)
Dopo essere sopravvissuto allo scontro con Zeus e aver ucciso tutte le divinità dell'Olimpo, Kratos ormai stanco dei continui conflitti decide di lasciare la Grecia e si reca a nord raggiungendo la Scandinavia. Qui s'imbatte in una donna di nome Faye: ella pur conoscendo la natura di Kratos non lo teme, anzi. I due alla fine s'innamorano e Kratos dopo lunghi anni di sofferenza riesce finalmente a trovare un po' di pace con una nuova famiglia. La rabbia che lo consumó per anni, inizió a spegnersi poco a poco e anche il suo carattere inizió a cambiare, accompagnando alla freddezza la saggezza dell'età. Con Faye decide di cominciare una nuova vita nella terra dei norreni. La donna dona così allo spartano un'ascia chiamata Leviatano. Kratos e Faye tempo dopo hanno un figlio, di nome Atreus. Kratos, nonostante gli voglia bene, passa poco tempo con lui, che difatti lega di più con la madre. Inoltre lo spartano decide di tenere nascosto al figlio la verità su chi lui sia e delle sue battaglie avvenute nella Grecia. Tragicamente, Faye si ammala fino a morire e prima di spirare chiede al marito di spargere le sue ceneri sulla vetta più alta di tutti i Nove Regni. Kratos e Atreus, dopo aver bruciato il corpo di Faye, raccolgono le ceneri per esaudire il desiderio della donna. Prima di partire però, Kratos vuole mettere alla prova il figlio per vedere se è in grado di affrontare un lungo viaggio pieno di pericoli.
È un padre molto severo, ma vuole insegnargli solamente come sopravvivere, cercando di rendere il figlio migliore di lui. Un giorno a casa loro si reca uno sconosciuto che cerca Kratos, affermando che lui sa chi è veramente. Kratos e lo sconosciuto cominciano a combattere e quest'ultimo dimostra di possedere dei poteri straordinari, riuscendo a mettere in difficoltà lo spartano. Alla fine Kratos lo sconfigge spezzandogli l'osso del collo. Kratos e Atreus sono costretti a partire verso la montagna e lungo il viaggio fanno la conoscenza dei nani Brokk e Sindri che man mano migliorano il Leviatano di Kratos. Lo spartano e Atreus conoscono anche la strega Freja che li aiuta a raggiungere il lago dei nove dove qui s'imbattono nel Serpente del Mondo e raggiungono il luogo dove si può viaggiare fra i nove regni. Freya li conduce ad Alfheim dove qui ottengono la capacità di viaggiare fra i nove regni. Una volta raggiunta la cima della montagna più alta di Midgard scoprono che lo sconosciuto è ancora vivo ed è il Dio Baldur, fratello di Thor e figlio di Odino. Baldur inoltre è insieme ai suoi nipoti Magni e Móði, figli di Thor. I tre domandano a Mímir, senza successo, dove si trovano Kratos e Atreus, che per un motivo ignoto stanno cercando.
Dopo che le divinità norrene se ne vanno, Kratos e Atreus incontrano Mimir, intrappolato da Odino in un albero, e questi gli rivela che lui è il saggio che conosce tutto e tutti, inoltre rivela che la cima più alta del mondo si trova a Jotunheim, la terra dei giganti, ma non è possibile arrivarci perché tutti i passaggi sono stati distrutti dai giganti per non farvi entrare Thor e Odino. Mimir decide di aiutarli a raggiungere la terra dei giganti, così Kratos gli taglia la testa e con l'aiuto di Freya la fa tornare in vita. Mimir informa loro che per arrivare a Jotunheim hanno bisogno dello scalpello magico del gigante Thamur e della runa nera situata nel tempio di Tyr. Dopo aver recuperato lo scalpello di Thamur, i due vengono trovati da Magni e Modi e Kratos e Atreus sono costretti ad affrontarli. Dopo un duro combattimento, Kratos uccide Magni costringendo Modi alla fuga. Dopo il duello, Atreus comincia a stare male e Kratos lo porta da Freya per farlo curare. La malattia è dovuta a causa di Kratos che gli nasconde la verità, cioè che lui è un Dio. Mimir gli spiega che Atreus non sa di essere un Dio ma crede di essere un mortale, così facendo il suo corpo lo indebolisce. Per curarlo Freya gli dice che ha bisogno del cuore del guardiano del Hel ma che sarà impossibile combattere in quel posto con la sua ascia, così Kratos con l'aiuto della donna torna a casa e recupera le Lame del Caos, che si è portato dietro dalla Grecia. Qui con sua grande sorpresa appare lo spirito di Atena posseduta ancora dal male del Vaso Di Pandora che lo ha seguito dalla Grecia e lo deride dicendo che non potrà mai essere diverso per quanto provi a voler cambiare rimarrà per sempre un mostro. Kratos seppur ammetta che questo purtroppo sarà sempre parte di lui non sarà più il mostro di un tempo avendo deciso di cambiare ed essere migliore di ciò che è stato in passato per il bene di suo figlio.
(Kratos che parla allo spirito di Atena in God of War (2018))
Insieme a Mimir si reca a Hel dove uccide il guardiano recuperando il cuore e alla fine Freya cura Atreus. Kratos qui decide di rivelargli la verità, cioè che loro due sono Dei. Kratos e Atreus riprendono il viaggio e recuperano la runa nera. Dopodiché si recano nuovamente sulla montagna dove hanno incontrano Mimir, e lungo il viaggio Atreus comincia a cambiare diventando arrogante e presuntuoso credendosi invincibile visto che ha scoperto di essere una divinità. Una volta raggiunta la cima, aprono il portale per Jotunheim ma vengono attaccati da Baldur. Nello scontro distruggono il ponte e l'unica via d'accesso per il regno dei giganti. Atreus, ormai credendosi invincibile, sfida Baldur ma questi lo sconfigge con facilità e lo rapisce. Kratos insegue il dio Norreno e inizia una furente battaglia a dorso del suo drago fino ad arrivare nel luogo dove si può viaggiare fra i regni. Baldur ha intenzione di portare il figlio di Kratos ad Asgard ma quest'ultimo glielo impedisce e cambia la destinazione facendo andare tutti e quattro a Helheim. Kratos, Atreus e Mimir mentre cercano di fuggire scoprono che Freya è la madre di Baldur ed è stata lei a renderlo invulnerabile, inoltre Atreus si rende conto di quello che è diventato e comincia a pentirsi. Una volta arrivati al luogo del collegamento fra i vari mondi, scoprono la stanza di Odino e tutte le sue ricerche che aveva fatto per cercare di arrivare a Jotunheim.
Dopo aver esaminato l'ambiente, Kratos pensa di ribaltare il Tempio in modo da aprire il sentiero segreto di Týr per il Regno dei Giganti. In procinto di attivare il meccanismo del Tempio però, Mimir si rende conto che manca il Cristallo di Jotunheim, necessario per riflettere l'energia mistica con cui aprire il varco per il Regno, così intende usare sé stesso come cristallo, usufruendo dei Bifrost che ha al posto degli occhi. Mimir però ha bisogno di ritrovare il suo occhio sinistro, rubatogli da Odino tempo addietro, così Kratos e Atreus chiedono informazioni a Brokk e Sindri, da cui scopriranno che l'occhio era stato riposto dal Padre degli dèi in una cavità della monumentale statua di Thor, sulle sponde del Lago dei Nove, poco prima divorata dal Serpente del Mondo. Ottenuto il consenso del gigantesco rettile divino, Kratos, Atreus e Mimir entrano nel ventre della bestia, ritrovando così l'occhio del saggio. Proprio mentre si dirigono verso le fauci del Serpente per uscire, Baldur attacca la Bestia, che dopo ripetuti colpi sputa fuori i tre.
Ritrovatisi nei pressi del corpo del gigante Thamur, Kratos e Atreus vengono raggiunti da Freya cerca di Baldur. Baldur poco dopo riemerge dall'acqua in cui era finito e si ritrova faccia a faccia con la madre che gli chiede scusa per ciò che gli ha fatto, ma il Dio, accecato dall'odio e dalla vendetta per averlo privato della sensorialità, non intende perdonarla. Kratos, rendendosi conto di quanto Baldur sia simile a lui quando era giovane, ovvero pieno di odio e desideroso di vendetta e cosa gli avevano provocato, alla fine cerca di farlo ragionare spiegandogli che la vendetta non gli avrebbe dato la pace. Baldur, non volendo ascoltare il consiglio di Kratos non credendo alle sue parole, ordina allo spartano di farsi da parte ma dopo che Kratos rifiuta di farlo decide di eliminarlo definitivamente e i due ingaggiano un epico scontro tra loro. Freya tuttavia si intromette nel vano tentativo di fermare i due per proteggere Baldur credendo di poterlo far ragionare. Proprio quando Kratos sembra avere la peggio, perché bloccato dalle radici magiche della maga (da cui invece Baldur è riuscito a fuggire), Atreus fa da scudo al padre venendo violentemente colpito dall'ostico avversario, il quale però si ferisce con una freccia di vischio che Kratos aveva utilizzato per riparare la faretra del figlio. Si scopre così che il vischio era il punto debole della magia che rendeva Baldur invulnerabile ad ogni minaccia terrena. Il tanto detestato incantesimo si spezza, per la gioia dello stesso Baldur, che ora è di nuovo sensibile, così il combattimento continua con l'irata Freya che prende il controllo del cadavere del gigante Thamur, con cui tenterà nuovamente di bloccare Kratos.
Quest'ultimo ingaggia una serie di rapidi confronti con il fratello di Thor, che ancora irato nei confronti della madre, approfitta della caduta dello Spartano per lanciarsi sul Gigante con l'obiettivo di uccidere Freya. Kratos allora si lancia al suo inseguimento con Atreus e riesce a fermare il Dio norreno, scagliandolo nuovamente giù. Qui continuano a combattere, ma proprio quando sembra finita per Baldur, la madre scatena il gelido soffio del Gigante per fermare Kratos, così Atreus, parlando nella lingua degli Antichi, chiama in aiuto il Serpente del Mondo, che si avventa contro il Gigante, divorandolo e scagliando giù Freya.
Freya tenta infine di riappacificarsi con il figlio, ormai sconfitto, ma che ancora serba rancore nei confronti della madre per averlo reso fisicamente insensibile a ogni cosa. Freya si offre di farsi uccidere pur di vedere felice il figlio e proprio mentre Baldur sta per soffocarla fra le sue mani, interviene Kratos che afferra quest'ultimo e quando il norreno gli chiede il perché gli importi di Freya e del perché non se ne sia andato via quando poteva, Kratos riporta le stesse parole che suo padre gli aveva detto anni prima ovvero che il ciclo della vendetta deve fermarsi, ma aggiungendo che bisogna essere Dei migliori rispetto a quelli del passato, in quanto non vuole che ciò che hanno fatto lui e i precedenti Dei del passato si scateni di nuovo. Con le lacrime agli occhi, gli spezza l'osso del collo, uccidendolo definitivamente. Baldur tuttavia muore felice sentendosi finalmente libero da quella che era stata una vita senza felicità, finalmente in pace con se stesso. Freya, ripresasi, piange la morte del figlio promettendo vendetta sullo spartano e con la sua salma si allontana.
Kratos, Atreus e Mimir, tornano ora al Tempio con il quale finalmente giungono a Jotunheim sul picco più alto dei Nove Regni.
Qui, scoprono la vera natura di Faye, che si rivela essere un Gigante di nome Laufey la Giusta. I due inoltre capiscono che Baldur in realtà era sulle tracce di Faye per avere informazioni su come raggiungere Jotunheim.
Raggiunta la vetta, spargono le sue ceneri compiendo così le volontà della donna. Tornati a Midgard, scoprono che è iniziato l'inverno. Secondo Brok, Sindri e Mimir è il Filbulwinter, ovvero, l'ultimo inverno prima del Ragnarok. Mimir afferma che secondo lui le azioni di Kratos hanno anticipato il Ragnarǫk. Tornati a casa, Atreus ha una visione del futuro di alcuni anni dopo in cui, dopo la fine del Fimbulwinter, Thor si recherà a casa loro con l'intento di sfidarli.
Avendo svolto le volontà di Faye i tre continuano a viaggiare per i nove regni svelandone i misteri e s'imbattono nelle Valchirie, le guerriere più forti di Odino. Mimir rivela che si sono ribellate a Odino e le ha maledette confinandole in tutti i nove regni. Kratos e Atreus affrontano tutte le valchirie riuscendo a sconfiggerle, così facendo liberano la loro anima che torna al Valhalla. Mentre le affrontano scoprono che Freya in passato era la Regina delle Valchirie e dopo aver sposato Odino lasciò il titolo a Sigrun, amante di Mimir. Kratos e Atreus alla fine sconfiggono anche Sigrun liberandole come le sue sorelle.

### Il Ragnarok -God of War Ragnarok
Qualche anno dopo la sconfitta di Baldur, il Fimbulvinter è già in atto e il Ragnarok è in arrivo. Qui Kratos e Atreus dovranno conoscere nuovi alleati e reincontrare vecchie conoscenze per affrontare la furia degli Dei e di Asgard, in particolare Freya, Thor e Odino.
Kratos e Atreus sopravvivono al Fimbulwinter e mentre rientrano a casa su una slitta trainata da due lupi, i due vengono attaccati da Freya, intenzionata a vendicarsi per l'omicidio del figlio Baldur da parte di Kratos e Atreus. Questi riescono a respingerla e a raggiungere la zona protetta da un particolare incantesimo che rendeva il tutto invisibile agli "Occhi di Odino". Tornati a casa Kratos e Atreus raggiungono il lupo Fenrir, randagio salvato dai due quando era cucciolo, che ormai in fin di vita, muore tra le braccia di Atreus. Lo spartano suggerisce al figlio di allenarsi, tuttavia Atreus lo accusa di nascondersi da Odino e gli esprime il suo desiderio di conoscere le risposte circa la sua identità di Loki. Prima di iniziare l'allenamento il ragazzo chiede al padre un momento in solitaria per seppellire Fenrir. Kratos rientra a casa, condivide quanto successo con Mimir e va a letto. Risvegliatosi, Mimir avverte Kratos che Atreus non è più rientrato a casa, così i due danno inizio alle ricerche del ragazzo. Dopo aver sconfitto un accampamento di barbari, Kratos viene aggredito dall'enorme orso Bjorn, il quale parte all'attacco. Terminato lo scontro, mentre Kratos sta per uccidere l'animale, questo rivela la sua reale forma: è Atreus, il quale si è trasformato a causa delle sue emozioni. Kratos e Atreus discutono insieme a Mimir su quanto accaduto mentre tornano a casa. Rientrati, i tre vengono svegliati di soprassalto dal sopraggiunto Thor, il quale chiede di entrare in casa per parlare. Ai quattro, si aggiunge anche Odino, il quale offre a Kratos pace, mantenere Atreus al sicuro e si offre di saldare il debito che lo spartano ha nei confronti di Freya. Kratos rifiuta, così Thor, (permettendo al Padre degli Dei di rimanere da solo con Atreus), lancia Kratos fino al tempio di Týr. Qui, il dio della Guerra e il dio del Tuono cominciano un violentissimo scontro che termina in parità, con Thor che abbandona lo scontro.
Kratos e Atreus hanno una discussione nella quale il primo chiede al secondo il motivo per cui abbia agito alle sue spalle, così il ragazzo conduce il padre e Mimir presso un altare Jotunn vicino la loro casa e apre una nuova area, accessibile solo agli Jotunn, dove apprendono che i lupi Skoll e Hati, incatenati da Odino per controllare il Ragnarok, sono stati liberati dai giganti e portati a Vanaheim e che il dio della guerra norreno Týr (ritenuto morto) è stato imprigionato in una miniera a Svarthalfheim. Kratos, Atreus e Mimir, aiutati da Brok e Sindri e guidati dal nano Durlin raggiungono il Regno dei nani e liberano Tyr, tuttavia questo risponde che non ha intenzione di combattere nel Ragnarok.Tornati a casa di Sindri, questo e Atreus (alle spalle del padre), si recano a Midgard per avere delle informazioni dal Serpente del Mondo e il ragazzo si reca da Freya per chiederle di allearsi a lui e di combattere Odino. Atreus, insieme a Sindri tornano a casa e riunitosi a Kratos, padre e figlio partono per Alfheim insieme a Mimir e Tyr. Giunti all'altare Jotunn di Groa (colei che ha avuto la visione del futuro sul Ragnarok) scoprono l'ineluttabilità del Ragnarok, tuttavia scoprono che il Ragnarok non è la fine di tutto, ma solo la fine di Asgard e di Odino con essa. Rientrati nuovamente a casa di Sindri, Kratos e Atreus hanno un'altra discussione e il secondo si rinchiude in camera sua. Successivamente scoprono che il ragazzo è scomparso e si mettono a cercarlo e dopo due giorni il fantasma di sparta lo trova a casa loro a Midgard
Kratos, il quale accusa il figlio di essere scomparso per due giorni e di essersi recato ad Asgard e lo invita nuovamente a dirgli cosa stia succedendo, tuttavia il ragazzo respinge le accuse chiedendo al padre di fidarsi di lui. La discussione viene brutalmente interrotta da alcuni sopraggiunti Hel-Walkers e una valchiria mai incontrata. Lo scontro con la valchiria termina quando Kratos scopre questa essere la stessa Freya. Mentre Freya si accinge a colpire duramente Kratos, Atreus si trasforma in orso e cerca di uccidere Freya, tuttavia lo spartano riesce a fermarlo. Qui la dea Vanir chiede al Fantasma di Sparta di recarsi insieme a lei a Vanaheim per spezzare l'incantesimo di Odino che la tiene prigioniera a Midgard. Il viaggio nel regno di Freya ha successo e questa stringe una nuova alleanza con Kratos e Mimir per combattere Odino. Ritornati a casa di Sindri, Kratos e Atreus hanno un violento litigio che sfocia nella fuga di Atreus verso Midgard. Kratos scopre che Atreus alla fine si è recato davvero ad Asgard, così il fantasma di sparta chiede a Freya di aiutarlo a trovare le Norne per conoscere il suo destino e quello del figlio. Trovate le Norne a Midgard, queste avvertono Kratos che Heimdall intende uccidere Atreus ad Asgard e che lui ucciderà Heimdall, e da questo evento, il Ragnarok si avverrerà. Rientrati a casa, Kratos chiede a Brok e Sindri come può uccidere Heimdall, così il dio della guerra, insieme a Brok e Freya parte per Svarthalfheim e il nano forgia la lancia Draupnir.
Passano dei giorni e un gruppo di Hel-Walker attacca la casa di Sindri e il gruppo si difende e nello scontro ritorna Atreus dispiaciuto per quanto successo e chiede aiuto al padre perché per colpa sua gli Hel-Walker sono ovunque rivelando di aver liberato Garm a Helheim. Kratos e Atreus, aiutati da Ratatoskr tornano a Helheim e affrontano Garm. Lo scontro sembra destinato a non terminare mai grazie ai poteri di guarigione del lupo, così Atreus "installa" l'anima di Fenrir (accidentalmente imprigionata da Atreus nel suo coltello quando il lupo è morto) e Fenrir riesce a cambiare Garm. Rientrati a casa di Sindri, padre e figlio viaggiano verso Vanaheim per aiutare Freya a liberare suo fratello. Purtroppo qui, Kratos e Freya vengono raggiunti da Heimdall, il quale inizia uno scontro con Kratos. Questo riesce a sconfiggere il nemico senza ucciderlo, tuttavia Heimdall si libera dalla trappola e giura di uccidere Atreus, così il Fantasma di Sparta è costretto a uccidere il Guardiano degli Aesir. Ritornati da Brok e Sindri con Freya, Freyr e Gjallahorn, Kratos manda Atreus nuovamente ad Asgard per apprendere altre informazioni sulla maschera e impedire a Odino di utilizzarla. 
Atreus torna poco tempo dopo con la maschera intera e la mostra al padre, a Mimir e agli altri alleati. Qui Tyr si propone di guidare la squadra ad Asgard tramite un passaggio segreto. Nel mentre tutti si preparano a raggiungere il regno degli Aesir, solo Brok riesce a comprendere l'inganno di Tyr, il quale messo con le spalle al muro pugnala a morte il nano e rivela la sua reale identità ovvero Odino stesso. Infatti dietro a Tyr c'è sempre stato Odino che aveva preso le sembianze di Tyr per spiarli. Odino preso in ostaggio Atreus rivela a Kratos e al resto dei presenti un inquietante verità ovvero che Faye l'amata moglie di Kratos non è morta a causa di una malattia ma di essere stato lui a ucciderla con una magia mortale minacciando di uccidere anche il figlio dello spartano se non gli darà la maschera. Forzati dalla situazione il gruppo cede e consegna la maschera a Odino ma prima che possa fuggire Atreus si trasforma in un lupo e morde la mano ad Odino liberandosi. Odino prima di andarsene minacciati i presenti afferma che sarà guerra ma Kratos riesce con una lancia a privare il malvagio dio Aesir della maschera che fugge a mani vuote. Brok esala il suo ultimo respiro fra le braccia del fratello, e Sindri scompare nel nulla. Kratos, Atreus e Mimir lo raggiungono al Tempio di Týr e il nano accusa Atreus di averlo solo usato a di averlo privato di tutto. Kratos e Atreus furibondi per la morte di Brok e nello scoprire che la morte di Faye era stata provocata da Odino e che il folle dio Aesir non smetterà mai di tiranneggiare sui nove mondi comprendono che è giunto il momento di dichiarare finalmente guerra a Odino, così ritornano a casa di Sindri e decidono la prossima mossa. La squadra si divide: Kratos e Atreus si recano a Muspelheim per chiedere l'aiuto di Surtr, Freya con Sigrun recluta l'esercito di Vanaheim e Midgard, Mimir con Hildisvini reclutano l'esercito di Helheim, Freyr si reca ad Alfaheim e un ritornato Sindri si reca a Svarthalfheim. La squadra ha successo e si incontra al tempio di Týr a Midgard. Kratos viene nominato Generale dell'esercito e suona il Gjallahorn dando inizio alla guerra contro Asgard. All'esercito si aggiungono anche Ragnarok (la creatura originata da Surtr e Sinmara), Angroboda con Fenrir nel corpo di Garm, Thrud con Sif e i rifugiati di Midgard e Jormungandr, il quale inizia subito il suo scontro con Thor. Le forze di Asgard cercano di distruggere le torri dei regni per evitare l'arrivo di altri rinforzi, tuttavia Sindri riesce a distruggere tutte le macchine da guerra commissionate da Odino. In seguito si uniscono a Kratos sia Sif la moglie di Thor, sia Thrud la figlia di Thor. Sif decide di salvare gli esseri umani che erano stati portati da Odino su Asgard per farli vivere al di fuori delle mura ma che in realtà ha fatto venire per usarli come scudi umani per rallentare i nemici e Sif non volendo come Atreus che degli innocenti muoiano decide di metterli in salvo mentre Thrud presa consapevolezza grazie alla madre sulla natura malvagia di Odino si unisce alla battaglia contro Odino affiancando Kratos e Atreus. I colpi che Thor e il Serpente del Mondo sono così potenti che spediscono l'animale indietro nel tempo, così il dio del tuono può rivolgere le sue attenzioni al dio della guerra greco che vedendo Kratos con accanto Thrud credendo erroneamente che stesse cercando di fare del male alla figlia si scaglia contro di lui e i due danno il via allo scontro decisivo tra di loro. La battaglia fra Kratos e Thor è molto violenta, ma termina con la vittoria dello spartano ma decide di lasciare vivere Thor spiegandogli che non ha mai avuto intenzione di nuocere alla figlia del dio del tuono. Thor con dolore afferma che lui non lo conosce e non sa cosa ha fatto ovvero nell'aver trucidato numerosi giganti innocenti e cosa vuol dire convivere con il dolore e peso di tali azioni ma Kratos gli dice che invece lo sa avendo ucciso numerosi dei e nell'aver scoperto troppo tardi che erano controllati dai mali del vaso di Pandora e che di conseguenza non erano consapevoli delle loro azioni e che anche lui come Thor aveva ucciso degli innocenti quindi sa cosa vuol dire convivere con un tale peso. Thor afferma che loro essendo distruttori non possono cambiare la loro natura distruttiva ma Kratos gli dice che invece si può cambiare se lo si vuole davvero e che per il bene dei loro figli devono essere migliori di ciò che entrambi sono stati in passato. Grazie a queste parole il Fantasma di Sparta riesce a convincere Thor a ribellarsi a suo padre. In quel momento giunge Odino, il quale ordina al figlio di uccidere Kratos, trovando un rifiuto. Il Padre di Tutti è così costretto a uccidere il suo stesso figlio davanti agli occhi della nipote Thrud, la quale cerca di colpire suo nonno con Mjolnir, venendo scagliata lontano. Ha così inizio lo scontro decisivo fra Kratos, Atreus e Odino. Allo scontro si unisce anche Freya, la quale cerca di uccidere l'ex marito grazie a una fune magica (usata da Odino per impiccarsi) ritrovata durante la ricerca delle norne. L'effetto dei colpi fa precipitare i quattro nello studio privato di Odino e qui, Atreus decide di rompere la maschera per impedire a Odino di acquisire la conoscenza infinita che cerca. Lo squarcio si chiude e Odino, adirato si scaglia contro i tre avversari. La concatenazione degli attacchi di Kratos, Atreus e Freya ha la meglio e Odino esce sconfitto dallo scontro. Atreus gli offre un'ultima possibilità di essere migliore, tuttavia il Padre di Tutti rifiuta e il gigante intrappola la sua anima in una biglia. Questa viene consegnata a Freya, tuttavia la donna comprende di non necessitarne per essere completa, ma a quel punto compare Sindri che distrugge la biglia, uccidendo definitivamente Odino, e scompare.
Ragnarok cerca di distruggere Asgard, tuttavia viene rallentato da Freyr, il quale decide di sacrificarsi per permettere a tutti gli altri di salvarsi grazie a uno squarcio creato da Fenrir. Atreus si risveglia a Midgard, affiancato dalle valchirie e dai suoi alleati e raggiunge suo padre. I due vengono avvicinati da Angroboda, la quale li accompagna ad un altare Jotunn e scoprono che le profezie che hanno visto a Jotunheim erano false, poiché Faye ha deciso di mentire al suo stesso popolo per amore di Kratos e Atreus, spingendo i due a forgiare loro stessi il loro destino. Qui, Atreus esprime al padre il suo desiderio di partire per i nove regni alla ricerca del giganti sopravvissuti, e la necessità di affrontare questo viaggio da solo. Kratos acconsente al viaggio e assiste alla partenza di suo figlio insieme ad Angrboda. Lo spartano, nel chiudere l'altare, scopre che alle sue spalle se ne trova un altro, il quale mostra la vita di Kratos, dalla sua partenza dalla Grecia, alle sue avventure con Atreus, e il suo futuro, dove sarà amato e venerato come nuovo dio creatore e portatore di pace. Lo spartano viene raggiunto da Mimir diventato a tutti gli effetti il suo consigliere e Freya divenuta anche lei a tutti gli effetti la sua nuova compagna, i quali decidono di seguire l'alleato sulla via della ricostruzione dei regni.
Kratos, Freya e Mimir viaggiano tra i regni cercando di aiutare più persone possibili e scoprono che alcuni soldati di Odino, gli Einherjar, si sono accampati in tutti i nove regni e sono guidati dalla Regina delle Valchirie fedele al Padre di Tutti: Gná. I tre sconfiggono tutti gli accampamenti e i loro guerrieri per poi affrontare Gná a Muspelheim che dopo un lungo combattimento alla fine riescono a sconfiggerla. Freya cerca di convincere Gná a rinnegare Odino ma questa rifiuta perché si è sentita abbandonata da lei e che per colpa sua Odino ha ottenuto tutto questo potere. Freya a malincuore è costretta a giustiziare Gná per il suo tradimento. Sconfitta questa minaccia il trio continua a viaggiare e a Niflheim scoprono una prigione emersa dopo il Ragnarok, qui il gruppo la esplora e a gran sorpresa trova il vero Tyr. Liberato il vero Dio della Guerra norreno viene a sapere dal gruppo la caduta di Odino e comincia a viaggiare per i nove regni per osservare le loro condizioni e riflettere per poi commemorare tutti i caduti in battaglia. Gli effetti del Ragnarok hanno anche risvegliato le anime di dodici guerrieri chiamati Berserker dove sono seppelliti in tutti i nove regni. Con l'elsa recuperata durante la visita dalle Norne il trio trova tutte le dodici lapidi dei Berserker e qui li risvegliano per poi affrontarli e sconfiggerli tutti. Man mano che continuano a cercare scoprono che questi guerrieri sono guidati da un uomo chiamato Hrolf Kraki e che Mimir vuole vendetta contro questo guerriero perché ha distrutto un regno per colpa sua. Dopo aver sconfitto tutti i dodici Berserker il trio trova la lapide di Re Hrolf, ovvero Midgard e lo affrontano. Alla fine anche questo guerriero viene sconfitto e Kratos ottiene la sua arma, la Skofnung, e riesce a dar sollievo a Mimir per aver sconfitto questo suo antico nemico.

### Il viaggio nel Valhalla -God of War Ragnarok: Valhalla
Mesi dopo il Ragnarok, Kratos continua con i suoi amici a ricostruire i nove regni e nel mentre Freya è diventata la nuova regina. La regina dei Vanir vuole formare un consiglio e chiede allo spartano di entrarci come "Dio della Guerra". Kratos rifiuta perché non vuole più ricoprire quella carica. Un giorno riceve una lettera anonima dove lo invita a recarsi in un luogo dove lo attende una sfida, così lo spartano insieme a Mimir si recano sul luogo e scoprono che si tratta dell'entrata del Valhalla. I due si addentrano nel luogo e scoprono che Kratos è stato privato di ogni sua abilità e che deve recuperarlo man mano che supera le sfide del luogo, alla fine viene sconfitto e lui e Mimir vengono teletrasportati fuori dal Valhalla, esattamente nella spiaggia dove sono arrivati. Qui ad attenderli ci sono Freya, Sigrun, Eir e Gunnr che rivelano allo spartano che questo luogo era conosciuto solamente da Odino e dalle Valchirie, Kratos mostra la lettera e qui spiegano allo spartano che quello che vedono è solo una parte del Valhalla e il luogo materializza luoghi e persone che lui ha incontrato nel corso della sua vita e ogni volta che viene sconfitto torna alla spiaggia per poi ricominciare da capo. Kratos e Mimir si addentrano nuovamente nel Valhalla e lungo il percorso attraversano vari luoghi che sono ricordi di Kratos dei nove regni mischiati con i luoghi della Grecia. Alla fine Kratos e Mimir scoprono che il mittente della lettera è Tyr. Questi vuole preparare Kratos a sedere sul trono perché è l'unico che può farlo essendo il salvatore dei nove regni. Tyr non vuole più essere un Dio della Guerra perché in passato non è riuscito a salvare i nove regni da Odino e organizza varie sfide per Kratos per fargli capire che lui è l'unico in grado di guidare i nove regni insieme a Freya. Nel corso delle prove Tyr fa ricordare allo spartano le sue vicissitudine in Grecia facendogli capire che lui non è mai stato veramente un mostro e che nonostante tutto ha sempre mantenuto un briciolo di umanità. Nel corso delle varie sfide Kratos affronta in duello Tyr riuscendo a sconfiggerlo e alla fine il dio norreno ritiene che lo spartano è pronto e gli fa ricordare la persona che l'ha spinto a trasmettere la speranza in Grecia: Pandora. Tyr fa ricordare allo spartano l'affetto che aveva per Pandora e che grazie alle sue parole dopo aver ucciso Zeus si è infilzato con la Spada dell'Olimpo per trasmettere la speranza in Grecia, prova che lui non è un mostro privo di sentimenti. Infine Kratos affronta l'ultima prova e si ritrova faccia a faccia con se stesso del passato quando deteneva il titolo di Dio della Guerra, qui lo spartano ammette che lui è stato un mostro sanguinario ma che è sempre stato molto di più rispetto a quello che in Grecia lo ritenevano. Dopo aver chiuso definitivamente i conti sul suo passato Kratos e Mimir escono dal Valhalla e lo spartano rivela a Freya che farà parte del suo consiglio ma non come Dio della Guerra, ma "Dio della Speranza" in onore di Pandora.

## Personalità
La personalità di Kratos, che a prima vista può sembrare molto semplice, in realtà presenta diverse sfaccettature che ne fanno un quadro complesso.
Pur essendo sostanzialmente un individuo brutale, amorale e spietato, non è del tutto privo di tratti umani: amava profondamente la moglie Lysandra ed era un padre estremamente premuroso con la figlia Calliope; tentò inoltre fino all'ultimo di salvare la madre Callisto e cercò ancora più disperatamente di salvare il fratello Deimos, sforzo dovuto in gran parte al rimorso di non averlo potuto salvare quando erano bambini, rimanendo devastato dalla perdita del suo ultimo famigliare rimasto. Il dolore della perdita della sua famiglia lo accompagnerà per tutta la vita e per anni sarà tormentata da incubi. La sofferenza e il rimorso è talmente grande che per anni non le nominerà e non ne parlerà con nessuno. L'unica persona a cui racconterà le vicende della sua famiglia è Freya prova che finalmente è riuscito a superare tale lutto anche se il rimorso rimarrà per sempre come lui stesso afferma. Quando crea una nuova famiglia con Laufey in Norvegia è molto terrorizzato all'idea di compiere di nuovo un tale massacro ma in fondo lui è contento di aver una nuova opportunità come marito con Faye e come padre con Atreus. Con la morte di Faye cade in depressione credendo che la sua vita non ha più alcun valore senza di lei ma grazie al figlio Atreus gli torna la voglia di vivere. Seppur lui abbia amato molto Lysandra il rapporto con Faye era molto diverso perché lei lo ha accettato pur sapendo il suo passato e gli ha dato la possibilità di crearsi una nuova famiglia e a fargli capire che deve cambiare se stesso e così facendo vedrà il mondo in modo diverso. Dopo aver cremato il suo corpo porta sempre con sé le sue ceneri.
Durante la sua guerra sull'Olimpo stringe inoltre un profondo legame con Pandora, arrivando a tentare di fermarla dal proposito di gettarsi nella Fiamma dell'Olimpo sperando di trovare un modo per vendicarsi che non avesse necessità del suo sacrificio, e con Orkos, legato a un destino molto simile al suo. Questi sono state le uniche persone in Grecia a cui lui abbia provato risentimento per la loro morte e il loro destino imposto dagli Dei. Per tutta la sua vita non ha mai stretto nessun legame di amicizia ma quando si reca in Scandinavia per la prima volta trova delle persone che riesce a considerare amici di cui fidarsi: Mimir, Freya, Sindri e Brok. Essendo un guerriero orgoglioso non ammetterà mai che ci tiene molto a loro tuttavia lo fa intendere molte volte, infatti al funerale di Brok ammette che durante i suoi viaggi ha conosciute molte persone ma che lui sarà sempre una di quelle che considererà un amico. Con Mimir il rapporto all'inizio non è piacevole, Kratos lo considera irritante per i suoi continui consigli ma col tempo comincia a conoscerlo fino a fidarsi di lui e a considerarlo un amico, inoltre lui stesso chiederà consiglio a Mimir molte volte.
Quando era ancora il generale dell'esercito spartano, il tratto predominate del suo carattere era un'insaziabile ambizione che voleva coronare rendendo Sparta la più grande potenza del mondo; tale sete di gloria lo consumò a tal punto da vendere senza ripensamenti la sua anima ad Ares. Negli anni in cui fu servo del dio della guerra le sue già note brutalità e ferocia crebbero a dismisura finché non arrivò a sterminare la sua stessa famiglia: il massacro fu orchestrato dallo stesso Ares, che in questo modo voleva trasformare Kratos nel guerriero perfetto da sfruttare egli stesso per spodestare Zeus. Lo spartano, tuttavia, rendendosi conto che il potere non valeva il prezzo che aveva pagato si ribellò. Negli anni in cui fu al servizio degli dei Kratos obbedì ai loro ordini solo dietro la promessa di essere liberato dai suoi incubi e di poter avere vendetta su Ares; nonostante il suo dovere, tuttavia, non adempì mai pienamente agli ordini cercando sempre di fare il bene dell'umanità rimanendo tuttavia conscio del disprezzo della gente per lui pur non facendo granché per migliorare la sua immagine. Per anni ha usato l'epiteto "Fantasma di Sparta" con orgoglio e per incutere paura agli avversari ma dopo aver compreso tutti gli errori che ha commesso smise di usate tale epiteto al punto da odiarlo, infatti quando Mimir scopre la sua vera identità pronunciando il suo soprannome Kratos lo zittisce dicendogli di non usare più quel nome. La fama del Fantasma di Sparta giunse anche oltre la Grecia infatti in Norvegia Odino e Thor conoscono bene il suo passato da assassino di Dei.
Divenuto il nuovo dio della guerra Kratos continuò a covare risentimento verso gli Olimpici, che non lo avevano liberato dai suoi incubi, e tornò a perseguire il suo progetto di rendere Sparta padrona del mondo intero guidando personalmente i suoi uomini, unici a dimostrare sincero apprezzamento per lui e il suo operato, incurante dei continui moniti degli dei. A seguito del tradimento di questi ultimi strinse una precaria alleanza con i Titani lanciando l'assalto all'Olimpo; abbandonato in seguito anche dai Titani, Kratos seguì unicamente la via della distruzione totale e indiscriminata, incurante del fatto che la morte degli dèi stava portando il mondo nel caos.
Dopo aver servito per anni gli Dei e vedendo che le promesse che gli avevano promesso non si avverarono cominciò a provare un odio verso gli Dei capendo che tutte le divinità sono meschini ed egoisti e che sfruttano i mortali per i loro tornaconti. In Scandinavia infatti cerca sempre di avvertire Atreus di non fidarsi degli Dei e appena scopre la vera identità di Freya va su tutte le furie ma col tempo la conosce e capisce che lei è diversa dalle altre divinità che ha conosciuto arrivando a considerarla come prima amica.
Anni dopo la distruzione dell'Olimpo, quando Kratos si reca in Scandinavia è visibilmente più anziano ma comunque ancora forte, ha assunto una personalità piuttosto chiusa e fredda nei confronti degli altri ma sembra aver rinunciato alla rabbia che per tanti anni lo ha guidato, non uccidendo nessuno se non costretto e arrivando persino a consigliare al suo nemico Baldur di abbandonare il cammino della vendetta finché è ancora in tempo. Kratos infatti rivede in Baldur il suo vecchio se spinto dall'odio e dalla vendetta che alla fine non gli hanno mai dato la pace se non un vuoto terribile tuttavia Baldur ignorò il consiglio di Kratos non credendo che soddisfando la sua vendetta non avrebbe avuto la pace. Verso il figlio Atreus, sebbene apparentemente non lo dimostri, prova un enorme affetto e, essendo terrorizzato all'idea che il piccolo scopra il suo passato, cerca di insegnargli a essere una persona migliore di lui; nonostante alla fine si convinca a rivelare la sua vera natura al figlio, continua a provare un risentimento enorme verso ogni divinità (va infatti su tutte le furie quando scopre che Freya è una dea) ma quando Atreus gli chiede se sia destino di tutti gli dèi uccidersi tra padre e figlio gli risponde che loro devono essere migliori. Al di là dell'odio per il suo stesso passato, dal quale comunque sembra alla fine liberarsi, prova una forte nostalgia per la sua terra: ne sono testimonianza la reazione che ha quando trova un'anfora con del vino greco nella camera di Týr e il nome dato al figlio, lo stesso di un suo vecchio compagno d'armi buono e gentile (tratti più unici che rari in uno spartano). Kratos ha imparato inoltre ad avere misericordia e compassione per gli altri aiutando il prossimo riuscendo a cambiare se stesso arrivando perfino a risparmiare Thor dopo averlo sconfitto e lo convinse a cambiare se stesso per il bene di sua figlia. Kratos era disgustato da Odino per via delle azioni malvagie commesse dal malvagio dio Aesir e divenne sempre più rancoroso verso di lui quando cercò con un malefico piano di incrinare il rapporto tra Kratos e Atreus già in parte teso. Alla fine Kratos decise di vendicarsi insieme al figlio di Odino quando il folle dio Aesir uccise Brok nel tentativo di recuperare la maschera che gli avrebbe concesso di ottenere una conoscenza virtualmente illimitata. L'odio verso Odino era pari a quello che aveva per Zeus, infatti i due hanno usato qualsiasi mezzo per rovinare la vita a Kratos.

## Aspetto
Kratos rappresenta il guerriero spartano per eccellenza, essendo stato addestrato fin dalla più tenera età alla guerra. Fisicamente è molto alto (intorno ai 2,34m), muscoloso e dotato di forza e resistenza sovrumane; completamente calvo e con un pizzetto nero, possiede una cicatrice sull'occhio destro che si è procurato mentre cercava di difendere suo fratello Deimos da Ares in persona e un'altra sullo stomaco che gli è stata procurata da Zeus quando lo ha trafitto con la Spada dell'Olimpo. Sul corpo possiede un tatuaggio rosso lineare spiralizzato che percorre la testa, la schiena, il petto e il braccio sinistro ed è basato sulla voglia che aveva suo fratello fin dalla nascita. In passato possedeva una carnagione scura ma dopo aver ucciso sua moglie e sua figlia l'oracolo del villaggio lo maledì e le ceneri della sua famiglia si attaccarono alla sua pelle rendendola bianca come quella di un cadavere. Va sempre in giro a petto nudo e attorno alla vita indossa uno strascico con simboli greci. Quando scala l'Olimpo indossa il Vello d'Oro sul braccio destro, che poi perde durante la battaglia contro Zeus. La sua età non è mai precisata ma dovrebbe essere tra i 30 e i 40 anni.
Anni dopo la distruzione dell'Olimpo, l'aspetto di Kratos non è variato molto ma si nota subito il suo invecchiamento (fisicamente sembrerebbe essere sulla cinquantina, ma fonti sostengono che abbia superato il millennio d'età, e che in God Of War Ragnarok sia arrivato a 1055 anni.). Ogni riferimento alla Grecia è sparito e sulla spalla destra indossa degli spallacci di pelle, che però può decidere di togliersi per indossare delle armature, pur rimanendo a torso nudo il più delle volte; inoltre porta i pantaloni. Possiede inoltre una folta barba e il tatuaggio sul suo corpo appare piuttosto sbiadito. Sul ventre è presente la cicatrice che si è procurato dopo essersi trafitto con la Spada dell'Olimpo, inoltre la sua statura è leggermente diminuita (intorno a 1,94m) e non è più guidato dall'insaziabile collera che l'ha portato a distruggere la Grecia.

## Abilità ed equipaggiamento
Kratos, essendo un semidio, possiede delle abilità sovrumane che comprendono una grande forza fisica, una resistenza incredibile e un'agilità fuori dal comune. Inoltre può vivere molto più a lungo rispetto ai comuni mortali, infatti quando Kratos giunge sulle terre nordiche sono passati molti anni dalla distruzione dell'Olimpo. Quando diviene il nuovo Dio della Guerra Kratos ottiene tutti i poteri delle divinità tra cui l'immortalità e la capacità di diventare gigantesco e tutti i suoi poteri aumentano a dismisura. Tuttavia, quando Zeus gli toglie tale titolo Kratos perde i suoi poteri da divinità. Kratos non può morire nemmeno dopo aver tentato di uccidersi con un'arma divina estremamente potente come la Spada dell'Olimpo, poiché avendo assimilato l'anima di Ade, a causa dei suoi peccati è stato maledetto a camminare sulla Terra finché non si sarà riscattato da ciò. Questa maledizione gli impedisce di suicidarsi, infatti quando si è trafitto con la Spada dell'Olimpo si è aperto lo stomaco completamente ma nonostante questo non è morto. Nonostante gli sia impedito il suicidio può essere ucciso in combattimento. Oltre ad avere poteri sovrumani Kratos, essendo uno spartano, è stato addestrato fin da bambino nell'arte della guerra fino a diventare un esperto generale e stratega militare. Durante i suoi vari viaggi attraverso la Grecia Kratos ha affrontato molti nemici e ad alcuni di questi ha sottratto le loro armi; infatti quando giunge di fronte a Zeus per ucciderlo, possiede numerose armi estremamente potenti tuttavia durante lo scontro il sovrano dell'Olimpo lo disarma completamente facendogli perdere tutte le sue armi e oggetti. In Scandinavia ottiene nuove armi e nuovi equipaggiamenti.

### Abilità Rabbia
Kratos possiede un potere unico chiamato "Furia di Sparta" che gli permette di sfruttare la sua rabbia come arma, aumentando i suoi poteri, fino a farlo diventare inarrestabile. In ogni capitolo tale abilità viene chiamata in modo diverso ma alla fine il meccanismo è sempre lo stesso. Nei primi tre capitoli questo stato permetteva una temporanea invulnerabilità e di sferrare attacchi molto potenti, infatti in God of War viene soprannominata "Ira degli Dei", in God of War 2 "Ira dei Titani", mentre in God of War 3 torna a essere soprannominata "Rabbia di Sparta". In God of War, invece, il meccanismo viene leggermente modificato, permettendo a Kratos di rimanere invulnerabile (infatti i danni che si subiscono decretano solo una riduzione della barra della rabbia e non della salute) e la barra della vita di rigenera ad ogni attacco sferrato. In God of War Ragnarok il meccanismo della Rabbia di Sparta viene modificato permettendo a Kratos di scegliere se sfruttare questo potere in modalità Furia (sferra attacchi a mani nude), Valore (conferisce una ricarica parziale della vita) o Carica (sferra un attacco con l'arma che Kratos impugna in quel momento).

### Lame del Caos
Quando Kratos ha venduto la sua anima da Ares il Dio della Guerra, questo gli ha donato le Lame del Caos, potenti spade legate alle sue braccia che gli consentono di uccidere i nemici in modo molto spietato e di non essere sconfitto da nessuno. Le armi posseggono la magia del fuoco che rende le lame infuocate man mano che si uccide, tale fuoco come rivelato da Surtur è il fuoco primordiale ovvero talmente antico e potente che niente può spegnerlo, infatti Hellheim è conosciuto per essere il regno di ghiaccio dove nessuna fiamma può accendersi ma il fuoco delle Lame del Caos si sprigiona ugualmente dando prova del loro potere micidiale. Quando la Grecia viene distrutta ogni forma di magia sparisce tuttavia il potere contenente all'interno delle Lame del Caos continua ad esistere dimostrando un'altra prova del loro potere. Anche se le ha create un Dio tali armi possono essere modificate o migliorate tuttavia solo i nani dei Nove Regni sono in grado di maneggiare armi forgiate dalle divinità. Le lame divennero le armi distintive di Kratos e con esse ha ucciso molte persone. Quando ha ucciso la sua famiglia con tali lame giurò vendetta contro il suo padrone e le sfruttò per uccidere Ares. Terminato lo scontro col Dio della Guerra, Kratos ottenne da Atena prima le Lame di Atena e le Lame dell'Esilio dopo. Una volta distrutto l'Olimpo Kratos cercò di disfarsi delle lame gettandole in mare ma esse ritornano sempre a lui poiché Ares ha fatto in modo che fossero legate per sempre a lui. Il semidio conscio di non potersi sbarazzare delle lame decide di portarsele con sé in Norvegia continuando a non utilizzarle. Le nasconde dentro il vestito che Kratos indossava in Grecia, sotto casa sua vietando a suo figlio Atreus di prenderle. Quando Atreus si ammala è costretto a riutilizzarle perché sono l'unica arma in grado di affrontare i demoni di Helheim. Grazie a suo figlio riesce a perdonarsi per il male compiuto anni prima e accetta di utilizzare finalmente le Lame del Caos ma solo se è necessario. Quando Brok vede per la prima volta le Lame del Caos le definisce "speciali" al pari del Mjolnir di Thor.

### Leviatano
Quando Kratos giunge in Norvegia e incontra Faye ella gli dona come nuova arma l'ascia Leviatano. L'ascia è stata forgiata dai nani Brok e Sindri, i più famosi armaioli di Midgard avendo creato il Mjolnir di Thor. Tale arma è estremamente potente e ha l'effetto congelante sui nemici inoltre se la scaglia ritorna indietro come il martello di Thor. Tale arma è completamente inutile ad Helheim essendo un inferno di ghiaccio. Dopo che Kratos riprende le Lame del Caos in combattimento si alterna con esse e con il Leviatano in base alla categoria di nemico che affronta. Brok e Sindri l'hanno concepita come un'arma in grado di contrastare il martello di Thor, che per secoli ha continuato a causare morte e distruzione nei Nove Regni, e infatti se Mjolnir e Leviatano si scontrano hanno una probabilità di creare fulmini congelati. Quando l'ascia la possedeva anche Faye, lei ha sfidato Thor a Vanaheim e lo scontro tra i due è stato talmente devastante da creare un'enorme cratere con al centro un fulmine congelato. Lo scontro è stato talmente brutale da distruggere qualsiasi cosa e chiunque si trovasse nella zona e il cratere creato è talmente grande che in passato è stata costruita una città e si è creata addirittura una fauna locale, prova del fatto che il Leviatano è allo stesso livello del Mjolnir

## Vittime
Questo è l'elenco di tutte le vittime più importanti uccise da Kratos durante i suoi viaggi in Grecia e in Scandinavia. Dalla lista sono esclusi tutti i mid-boss e mini boss.
Vittime mitologia greca:
- Alrik (Re dei Barbari)
- Lysandra
- Calliope
- Megera
- Castore e Polluce
- Tisifone
- Aletto
- Orkos
- Il Re persiano
- Basilisco
- Caronte
- Persefone
- Idra
- Medusa
- Minotauro (Il guardiano del Vaso di Pandora)
- Ares
- Scylla
- Re Mida
- Lanaeus
- Erinni
- Tanato
- Cerice
- Colosso di Rodi
- Teseo
- Alrik (Versione Ade)
- Euriale
- Perseo
- Icaro
- L'ultimo spartano
- Lachesi
- Atropo
- Cloto
- Atena
- Poseidone
- Piritoo
- Ade
- Elio
- Perse
- Ermes
- Ercole
- Crono
- Efesto
- Era
- Scorpione di Borea
- Gaia
- Zeus

Vittime mitologia norrena
- Dauði Kaupmaðr
- Svartáljǫfurr
- Hræzlyr
- Magni
- Máttugr Helson
- Grendel della Cenere e Grendel del Ghiaccio
- Baldur
- Níðhöggr
- Garm
- Heimdall
- Hrist & Mist
- Thor
- Odino

## Doppiaggio
Nel doppiaggio originale Kratos è doppiato da Terrence C. Carson mentre in quello italiano da Marco Pagani. Nel videogioco God of War: Ghost of Sparta appare Kratos da bambino e nel doppiaggio originale viene doppiato da Antony Del Rio mentre in quello italiano da Massimo Di Benedetto.
In God of War (2018) e God of War Ragnarök il personaggio di Kratos è invecchiato e gli sviluppatori hanno deciso di cambiare caratterizzazione allo spartano per dargli una voce più profonda e consona per la sua età. Anche nel doppiaggio italiano viene cambiato il doppiatore per lo stesso motivo. La voce originale è quella di Christopher Judge mentre in italiano è doppiato da Pierluigi Astore.

## Accoglienza
La rivista Play Generation lo classificò come il quinto personaggio più tamarro, il quarto bicipite più pompato e il terzo personaggio meno vestito dei videogiochi usciti su PlayStation 2 tenendo conto della sua apparizione in God of War.

## Curiosità
- Il tatuaggio di Kratos nei vari capitolo della Saga Greca possiede un aspetto diverso per ogni gioco.
- Kratos uccide almeno una divinità in ogni capitolo.
- Sebbene lui sia soprannominato "Il Fantasma di Sparta" per la sua pelle bianca cadaverica in God of War (2018) e God of War Ragnarok la sua pelle non risulta più così bianca come nei capitoli precedenti ambientati in Grecia, come anche il suo tatuaggio che si è sbiadito. Forse è dovuto semplicemente all'invecchiamento del personaggio. Infatti con l'uscita del DLC Valhalla è possibile sbloccare una skin che permette di giocare l'intera storia principale con l'aspetto di Kratos quando era giovane e qui la sua pelle risulta molto più bianca e il tatuaggio si nota di nuovo maggiormente.
- Kratos muore due volte nel corso della saga. La prima in God of War (2005) quando viene impalato dal pilastro scagliato da Ares, la seconda in God of War II quando viene trafitto da Zeus.
- Lo spartano ha visitato due tipi di aldilà: l'Ade in Grecia ed Helheim in Norvegia.
- Durante i vari discorsi con Mimir si scoprono altri fatti del passato di Kratos che non sono mai stati mostrati nella saga, oppure soltanto una volta. 
  - Kratos ha combattuto nella Guerra di Troia e che è avvenuta diversamente rispetto al poema, inoltre lo spartano rivela che preferisce la storia scritta nel poema.
  - Mimir chiede allo spartano se Kratos ha combattuto nella battaglia delle Termopili, lo spartano dice che non ha potuto e che gli dispiace non essere morto in quella battaglia.
  - Mimir chiede se è vero che Kratos abbia partecipato a un torneo dove ha combattuto con varie creature, Kratos non risponde. È un riferimento a PlayStation All-Stars Battle Royale.
  - Kratos rivela a Mimir che quando era il Dio della Guerra era in grado di utilizzare varie forme di magia ma dopo la distruzione della Grecia nonostante abbia provato ad usarle non è più in grado. Questo perché come spiega Freya ogni magia è diversa e deriva dalla terra, avendo devastate la sua terra natale è morta a sua volta la magia Greca. Ma non completamente visto che le Lame del Caos sono ancora in grado di sprigionare il fuoco in grado di bruciare ogni cosa e l'abilità "Rabbia" che Kratos utilizza spesso in battaglia.
- Thor e Odino accusano Kratos di aver ucciso Magni e Modi, tuttavia lui ha ucciso solamente il primo, Modi invece è stato ucciso da Atreus.
- Nonostante tutti gli dei dell'Olimpo sappiano che Kratos è figlio di Zeus, di conseguenza lui è un semidio, tuttavia continuano a definirlo "mortale".
- Attualmente Kratos ha ucciso 10 Dei dell'Olimpo, 3 Dei Greci Primordiali, 8 Semidei greci, 3 Titani e 3 Dei Norreni per un totale di 27 divinità.
  - Tutte le altre vittime sono esseri umani, mostri o creature della mitologia greca e norrena.
- Dopo il Ragnarok Kratos viene definito il salvatore dei nove regni per aver sconfitto gli Aesir ma in realtà lui ha soltanto ucciso tre divinità Norrene: Magni, Baldur ed Heimdall.